# Caspak
Caspak oder Caprona ist ein fiktives, vom Tarzan-Autoren Edgar Rice Burroughs erdachtes eisfreies Land in der Antarktis. Die drei Bände umfassende Caspak-Reihe ist eine der bekanntesten und auch beliebtesten Roman-Serien des Autors.

## Inhalt
Erzählt wird die Geschichte einer U-Boot-Besatzung, die während des Ersten Weltkriegs eine geheimnisvolle Insel auffindet, die auf keiner Landkarte verzeichnet ist. Es handelt sich um die Welt Caprona, die von ihren Bewohnern Caspak genannt wird. Hier scheint die Zeit stehen geblieben zu sein. Schon am Anfang trifft man auf diverse Dinosaurier und andere prähistorische Tiere. Bei der Erkundung des Landes begegnet man, je weiter man vordringt, immer höheren Lebensformen. Doch schon bald bemerkt man, dass das Leben auf Caspak anders ist als auf der übrigen Welt. Die Menschen zum Beispiel legen Eier und es gibt die Wieros, grauenhafte, von allen gefürchtete fliegende Wesen. Erst allmählich wird klar, dass diese das Geheimnis der Evolution von Caspak hüten.
Alle drei Folgen, The Land That Time Forgot (dt. Das vergessene Land), The People That Time Forgot (dt. Im vergessenen Land) und Out of Time's Abyss (dt. Flucht aus dem vergessenen Land) erschienen 1918 in relativ kurzer Folge im Blue Book Magazine. 1924 erfolgte die erste Buchausgabe.

## Bibliografie
- 1 The Land That Time Forgot (in: The Blue Book Magazine, August 1918)
  - Deutsch: Das vergessene Land. Übersetzt von Christoph Weber. In: Caprona: Im Reich der Dinosaurier. Kranichborn, 1997.
- 2 The People That Time Forgot (in: The Blue Book Magazine, October 1918)
  - Deutsch: Im vergessenen Land. Übersetzt von Christoph Weber. In: Caprona: Im Reich der Dinosaurier. Kranichborn, 1997.
- 3 Out of Time’s Abyss (in: The Blue Book Magazine, December 1918)
  - Deutsch: Flucht aus dem vergessenen Land. Übersetzt von Christoph Weber. In: Caprona: Im Reich der Dinosaurier. Kranichborn, 1997.
- The Land That Time Forgot (Sammelausgabe von 1–3; 1924; auch: The Land That Time Forgot / The People That Time Forgot / Out of Time’s Abyss, 2014)
  - Deutsch: Caprona: Im Reich der Dinosaurier. Kranichborn, 1997. Auch als: Caprona: Im Reich der Dinosaurier. Übersetzt von Christoph Weber. Blitz Phantastische Romane #19, 2000, ISBN 3-89840-000-X.

## Verfilmung
- 1975: Caprona – Das vergessene Land (The Land That Time Forgot)
- 1977: Caprona – Die Rückkehr der Dinosaurier (The People That Time Forgot)

(Das 2009 produzierte The Land That Time Forgot hat nur wenige Anknüpfungspunkte mit der Romanvorlage.)